# Jon Kwang-ik
Jon Kwang-ik (* 5. April 1988) ist ein nordkoreanischer Fußballspieler.

## Karriere
Jon tritt international als Spieler der Sportgruppe Amrokgang in Erscheinung, dem Klub des Ministeriums für Staatssicherheit.
2005 führte der hauptsächlich auf den defensiven Außenbahnen eingesetzte Jon die U-17-Auswahl als Kapitän bei der U-17-Weltmeisterschaft in Peru an und scheiterte mit dem Team erst nach Verlängerung im Viertelfinale an Brasilien. 2006 gewann er mit der U-20-Auswahl um Kapitän Kim Kum-il die U-19-Asienmeisterschaft. Aufgrund dieses Erfolgs schloss sich 2007 die Teilnahme an der U-20-WM in Kanada an. Er spielte während des Turniers als Linksverteidiger, in einer Gruppe mit den späteren Finalisten Tschechien und Argentinien reichten zwei Punkte jedoch nicht zum Weiterkommen.
Mit der nordkoreanischen Olympiaauswahl (U-23) scheiterte Jon 2007 in der finalen Qualifikationsrunde für die Olympischen Spiele 2008, 2009 belegte er mit dem Olympiateam bei den Ostasienspielen in Hongkong den vierten Rang.
Zu seinem Debüt in der nordkoreanischen Nationalmannschaft kam Jon 2007 in den beiden Erstrunden-Partien der WM-Qualifikation gegen die Mongolei. 2008 nahm er als Stammspieler am AFC Challenge Cup teil, scheiterte mit der „B-Auswahl“ aber durch eine 0:1-Niederlage im Halbfinale und verfehlte damit die mögliche Qualifikation für die Asienmeisterschaft 2011. 2010 gehörte er beim Gewinn des AFC Challenge Cups zum Aufgebot, als Ergänzungsspieler kam er zu drei Einsätzen. Im Finale wurde er beim Stand von 0:1 eingewechselt, nachdem einige Minuten zuvor Verteidiger Ryang Myong-il des Feldes verwiesen wurde. Die nordkoreanische Elf schaffte durch Ryang Yong-gi noch den Ausgleich und setzte sich schließlich im Elfmeterschießen durch und qualifizierte sich durch diesen Erfolg doch noch für die Asienmeisterschaft 2011.